# Международен куклено-театрален фестивал за възрастни „Пиеро“
Международният куклено-театрален фестивал за възрастни „Пиеро“ е сцена на куклено-театралното изкуство за възрастни. Фестивалът е основан през 2000 г. и има състезателен характер. Организира се от Държавен куклен театър – Стара Загора, Община Стара Загора, Сдружение с нестопанска цел „Пиеро“, Национален център за театър и Министерство на културата.
Основна цел на фестивала е да популяризира и развива професионалното куклено-театрално изкуство, както и признаването на културата като важен елемент от социалната интеграция.
Съпътстващи събития към програмата са уъркшопове, изложби, театрални семинари, арт борса, улично изкуство и др.
Международният фестивал „Пиеро“ е носител на знака EFFE label от Международното жури на EFFE.

## История
Фестивалът е създаден през 2000 г. по инициатива на Сдружение с нестопанска цел „Пиеро“.
През 2017 г. близо 300 участници от България и от света представят 36 заглавия на фестивала. Тринадесет от тях участват в конкурсната програма.
През 2021 г., от 24 до 29 септември, се провежда XII издание на фестивала в Стара Загора. Участват 11 спектакъла от страната и Европа. Програмата включва уъркшоп, постановка на НАТФИЗ „Кръстьо Сарафов“, анимационна кинопанорама, музикален спектакъл, представяне на книги, сценографска изложба и постановка, а като място за културните събития са ползвани Регионална библиотека „Захарий Княжески“, Културен център „Стара Загора“, къщата на арх. Димов, Оперен театър, Драматичен театър „Гео Милев“ и Държавен куклен театър.